# Tantilla vermiformis
Tantilla vermiformis – gatunek węża z rodziny połozowatych (Colubridae). Występuje w Ameryce Centralnej.

## Systematyka
Wedle badań Wilsona opublikowanych w 1999 i potwierdzonych 8 lat później przez Canseco-Márqueza i współpracowników gatunek należy do grupy Tantilla calamarina.
Węże te zalicza się do rodziny połozowatych, do której zaliczano je od dawna. Starsze źródła również umieszczają Tantilla w tej samej rodzinie Colubridae, używając jednak dawniejszej polskojęzycznej nazwy: wężowate albo węże właściwe. Poza tym Colubridae zaliczają do infrapodrzędu Caenophidia, czyli węży wyższych. W obrębie rodziny rodzaj Tantilla należy natomiast do podrodziny Colubrinae.

## Rozmieszczenie geograficzne
Tantilla vermiformis występuje w Salwadorze, a także od Nikaragui do północnego zachodu Kostaryki. Niektórzy autorzy jako miejsce występowania gatunku podają też Honduras i Gwatemalę. Zasięg występowania rozciąga się głównie na terenach nizinnych (do 520 m n.p.m.).
Kręgowce te spotyka się w nizinnych suchych lasach, w przylegających do nich wilgotnych siedliskach leśnych i na pastwiskach. Osobniki bytują w glebie, pod butwiejącymi kłodami czy kamieniami.

## Zagrożenia i ochrona
Wśród zagrożeń dla gatunku wymieniane są wylesianie i rozwój siedzib ludzkich.
Gad obejmuje swym zasięgiem występowania kilka obszarów chronionych.